# Повсеместные вычисления
Повсеместные вычисления (вездесущие вычисления, юбикомп, от англ. ubiquitous computing) — понятие, обозначающее модель взаимодействия человека с вычислительной системой, в которой пользователь окружён вычислительными устройствами, пронизывающими окружающую среду, интегрированными в повседневные вещи. 
В отличие от виртуальной реальности, где в компьютере отражается виртуальный мир, при повсеместных вычислениях компьютеры привносятся в реальный мир вокруг человека, этот мир состоит из множества цифровых мини-помощников (окружающий интеллект). Таким образом, под повсеместными вычислениями понимают компьютеры в мире человека, а не человеческий мир внутри компьютера.

## История
Понятие предложено в 1988 году сотрудниками Xerox PARC Джоном Брауном (англ. John Seely Brown) Марком Уайзером, опубликовавшими ряд статей, в которых не только подробно описывалась модель, но и затрагивались связанные с нею этические вопросы, перекликаясь с этическими идеями Майрона Крюгера 1977 года.
Среди создателей ранних прототипов для технологии указываются профессор Кембриджского университета Энди Хоппер, продемонстрировавший концепт «телепортинга» — приложения, следующего за пользователем во время его перемещения в пространстве, и Кен Сакамура из Токийского Университета, разработавший протоколы взаимодействия для устройств.
Одной из самых ранних вездесущих систем являлось устройство «Livewire», созданное художницей Натали Еремеенко для Xerox PARC. Система представляла собой струну, прикрепленную к шаговому двигателю и контролируемую с помощью локальной сети; сетевая активность заставляла струну дергаться. Струна, закручивавшаяся с характерным звуком, уведомляла сотрудников компании о степени загруженности сети, не отвлекая их от работы.
К концу 1990-х годов в области внедрения повсеместных вычислений работало огромное число лабораторий и исследовательских групп во всем мире. В 2000-е годы на основе концепции были разработаны программы, охватывающие целые страны, например «u-Japan» (продолжение программы «e-Japan») и «u-Korea». Более того, для описания постинформационного общества, в котором есть единое информационное пространство, используется понятие «повсеместного общества» (Ubiquitous Network Society, u-society). В таком обществе информация доступна как любому индивиду, так и любому объекту из любой точки мира и в любое время. Предполагается, что в будущем вездесущие сети будут включать в себя не только каналы связи от человека к человеку, но и от человека к объекту и обратно, и интегрироваться образовать единое целое с сетью объектов — интернетом вещей.

## Основные положения
Классическими положениями повсеместных вычислений считаются требования, опубликованные Марком Уайзером в статье «Компьютер XXI века», опубликованной в 1991 году в журнале Scientific American — применение устройств малой мощности, и связывающей их вместе вычислительной сети, а также наличие программных систем, обеспечивающих работу повсеместно распространённых приложений в условиях сети. Уайзер предсказывал, что компьютер станет невидимым, скрытым от пользователя, как в своё время это случилось с электрическим двигателем, в начале XX века являвшегося во многих случаях внешним устройством по отношению к специализированным приспособлениям, выполнявшим различные функции.
Принципы, по которым, согласно Уайзеру, должны работать вездесущие вычислительные устройства в повсеместных вычислениях:
- цель компьютера — позволить человеку заниматься своей привычной деятельностью;
- компьютер должен ориентироваться в привычной для человека обстановке и действовать сообразно её изменению;
- лучший компьютер — это тихий, невидимый помощник;
- «спокойная технология» (англ. calm technology) не заставляет человека фокусировать внимание на ней, таким образом, постоянное фоновое присутствие подобных устройств не требует активного внимания, но передаваемая ими информация готова к тому, чтобы человек ею воспользовался.

Уайзер предполагал, что вездесущие устройства будут реализованы в трех основных форм-факторах:
- Tabs: нательные устройства (англ. wearable computer) размером в несколько сантиметров;
- Pads: устройства размером около 10 сантиметров, которые удобно взять в руку;
- Boards: дисплейные интерактивные устройства размером более метра.

Впоследствии выделены и другие форматы устройств для повсеместных вычислений:
- умная пыль — самоорганизующиеся крошечные устройства без дисплеев, например, микроэлектро-механические системы (МЭМС), каждая такая «пылинка» содержит датчик и оптический приёмо-передатчик, обеспечивающий связь на расстоянии нескольких километров;
- гибкие плёнки (англ. skin): материалы, созданные с использованием светоизлучающих и проводящих полимеров, которые могут быть трансформированы в более гибкие неплоские поверхности (одежда, занавески) (например, гибкие OLED);
- тела (англ. clay): объединение МЭМС-устройств в трёхмерные формы, в результате чего создаются материальные ощутимые интерфейсы, напоминающие объекты физического мира.

В среде повсеместных вычислений по классическим представлениям Уайзера, двери открываются только тем сотрудникам компании, идентифицируемым при помощи технологии RFID, комнаты приветствуют людей по имени, планы и встречи сами записываются в органайзер, компьютер учитывает предпочтения пользователя, сидящего перед ним. Согласно идеям Уайзера, для создания такого пространства не нужно совершать прорыв в исследованиях искусственного интеллекта — достаточно грамотно интегрировать вездесущие устройства в нашу повседневность. В «умной» домашней среде свет может быть взаимосвязан с персональными биометрическими мониторами на одежде человека, что позволит освещению и отоплению подстраиваться под него, делая его пребывание в комнате максимально комфортным. Также часто приводился пример холодильника, способного составлять меню на день в зависимости от того, какие продукты имеются в наличии, а также предупреждающего об истечении сроков хранения продуктов.

## Применение
Самым распространённым устройством повсеместных вычислений стал мобильный телефон, хотя в начале 1990-х в явном виде никто не высказывал представление об этом.
Среди решений, где в той или иной степени реализуется концепция повсеместные вычислений:
- умные здания и умные помещения: среда, чувствующая своих обитателей и отвечающая им;
- привязанные к местонахождению информационные среды;
- осязаемые биты: управление виртуальным миром через управление физическими предметами;
- нательные компьютеры: датчиковые, вычислительные и коммуникативные устройства, носимые на одежде;
- цифровые города: информационное оснащение городских территорий.